# NGC 2584
NGC 2584 est une galaxie spirale située dans la constellation de l'Hydre. NGC 2584 a été découverte par l'astronome américain Frank Müller en 1886.

## Caractéristiques
La classe de luminosité de NGC 2584 est II-III et elle présente une large raie HI. Elle renferme également des régions d'hydrogène ionisé.

### Distance
Sa vitesse par rapport au fond diffus cosmologique est de 7 117 ± 19 km/s, ce qui correspond à une distance de Hubble de 105,0 ± 7,4 Mpc (∼342 millions d'al).
À ce jour, neuf mesures non basées sur le décalage vers le rouge (redshift) donnent une distance de 83,889 ± 17,149 Mpc (∼274 millions d'al), ce qui est à l'intérieur des valeurs de la distance de Hubble. Notons cependant que c'est avec la valeur moyenne des mesures indépendantes, lorsqu'elles existent, que la base de données NASA/IPAC calcule le diamètre d'une galaxie et qu'en conséquence le diamètre de NGC 2584 pourrait être d'environ 35,9 kpc (∼117 000 al) si on utilisait la distance de Hubble pour le calculer.

### Classification
La base de données NASA/IPAC indique que cette galaxie est une spirale barrée, mais la présence d'une barre n'est pas évidente sur l'image de l'étude SDSS.